# Stephen O'Halloran
Stephen O'Halloran (n. 29 noiembrie, 1987 în Cobh, County Cork, Irlanda) este un jucător irlandez de fotbal care evoluează pe postul de mijlocaș pentru clubul Salford City. A jucat pentru nationala Irlandei de nord de 13 ori.